# Осам и по
Осам и по (оригинално 8½, итал. Otto e mezzo) је италијански филм из 1963. године, сценаристе и редитеља Федерика Фелинија. Британски филмски институт је овај филм сместио на треће место међу најзначајнијим филмовима икада снимљеним. Филм је снимљен у црно-белој техници (директор фотографије Ђани ди Венанцо) док је музику за филм компоновао Нино Рота. Наслов филма је алузија на број филмова које је Фелини до тада снимио (шест целовечерњих, два краћа филма као делове омнибуса, те три филма у сарадњи са Албертом Латуадом, при чему се сваки филм рачуна као „половина"). У филму наступају Марчело Мастројани, Клаудија Кардинале, Анук Еме и Сандра Мило.

## Радња
Наслов филма је алузија на број филмова које је Фелини до тада снимио (шест целовечерњих, два краћа филма као делове омнибуса, те три филма у сарадњи са Албертом Латуадом, при чему се сваки филм рачуна као „половина").
Ова прича о кризи редитеља који треба да сними филм, једном уметнику који треба да створи дело, о човеку који мора да се носи са женама, о људском бићу које мора да се суочи са животом и смрћу, у суштини је јако јединствена и дирљива прича. Кроз маштовите визије и неугодне ситуације филма који балансира између стварности и сна, са хумором и страхом, преиспитују се свачије везе са светом, родитељима, децом, људима са којима радимо, проблемима старења, или изгубљености или пак враћањем у детињство. Осам и по отвара прозор унутар свих нас било да смо уметници или не, мушкарци или жене.

## Улоге
| Глумац             | Улога         |
| ------------------ | ------------- |
| Марчело Мастројани | Гвидо Анселми |
| Клаудија Кардинале | Клаудија      |
| Анук Еме           | Луиза Анселми |
| Сандра Мило        | Карла         |
| Барбара Стил       | Глорија Морин |

## Награда Оскар

### Освојени
- Piero Gherardi - костими
- Italija - најбољи страни филм

### Номинације
- Federico Fellini - режија
- Federico Fellini, Ennio Flaiano, Tulio Pinelli, Brunello Rondi - сценарио
- Piero Gherardi - уметнички директор[1]